# Darginek
Darginek – osada w Polsce położona w województwie zachodniopomorskim, w powiecie koszalińskim, w gminie Bobolice. Miejscowość wchodzi w skład sołectwa Dargiń.
W latach 1975–1998 miejscowość położona była w województwie koszalińskim.